# Acanthostigma hederae
Acanthostigma hederae är en svampart som beskrevs av Pat. 1889. Acanthostigma hederae ingår i släktet Acanthostigma och familjen Tubeufiaceae.   Inga underarter finns listade i Catalogue of Life.